# Henrik Munthe
Henrik Vilhelm Munthe, född 1 november 1860 i Närs socken, Gotland, död 15 augusti 1958 i Oscars församling, Stockholm, var en svensk geolog.
Munthe blev 1882 student samt 1892 filosofie doktor och docent i geologi vid Uppsala universitet, där han 1894–1896 var tillförordnad professor i mineralogi och geologi. År 1898 blev han tillförordnad och 1899 ordinarie geolog vid Sveriges geologiska undersökning (SGU). Åren 1904–1913 var han sekreterare i Geologiska Föreningen i Stockholm samt redaktör av dess "förhandlingar". Munthe erhöll professors namn 1917. Han invaldes i Kungliga Vetenskapsakademien 1928.
Han utarbetade en mängd geologiska kartblad med beskrivningar samt utgav ett stort antal avhandlingar, de flesta behandlande Sveriges och norra Europas kvartära geologi. Av banbrytande betydelse är Om postglaciala avlagringar med Ancylus fluviatilis på Gotland (1887), vari för första gången bevisades, att Östersjön och Bottniska viken under ett skede efter istidens slut utgjort en väldig insjö med sött vatten, den så kallade Ancylussjön. I Studier över Ancylussjöns avlopp (1927) gjorde Munthe gällande gentemot andra forskare att Ancylussjöns vattenyta legat högre än Västerhavets och att Ancylussjön blivit avtappad både genom Svea älv och genom Öresund och Bälten till Kattegatt.
I Studier öfver det Baltiska hafvets kvartära historia (1892), Preliminary Report of the Physical Geography of the Litorina Sea (1894), Studier öfver Gottlands senkvartära historia (1910), Studies in the Late-Quaternary History of Southern Sweden (1910) med flera lämnade han viktiga framställningar av det baltiska områdets utvecklingshistoria efter istiden. Studien über ältere Quartärablagerungen im südbaltischen Gebiete (1897), On the Interglacial Submergence of Great Britain (1897), Om den submoräna Hernögyttjan och dess ålder (1904) med flera avhandlar och bestyrker genom nya iakttagelser tillvaron av milda "interglaciala"’ perioder mellan de perioder, under vilka de kvartära landismassorna utbredde sig över norra Europa. 
Bland hans övriga arbeten kan framhållas Studier öfver Gotlands silurlager (1902) och On the Sequence of Strata within Southern Gotland (1910), båda innehållande betydelsefulla utredningar av lagerföljden inom Gotlands siluriska avlagringar, samt Om fyndet av ett benredskap i Ancyluslera vid Norsholm i Östergötland (1895), ett av de äldsta arkeologiska fynden från Sveriges mellersta delar. Han utgav de geologiska kartbladen Sövdeborg 1920, Burgsvik 1921 och Mjölby 1922 (delvis i samarbete med andra geologer). Han arbetade med stort intresse för naturskyddssaken, närmast naturskydd av geologiska bildningar, och lämnade värdefulla utredningar om naturskydd av grottor och raukar (i SGU, ser. C 302 och 303, 1920 och 1921).
Henrik Munthe är begravd på Norra begravningsplatsen utanför Stockholm.